# Rok pěti císařů
Rok pěti císařů je název daný roku 193, ve kterém se o pozici císaře Římské říše ucházelo pět mužů – Pertinax, Didius Iulianus, Pescennius Niger, Septimius Severus a Clodius Albinus. Tento rok zároveň rozpoutal občanskou válku, která skončila až v roce 197, kdy se Septimius Severus stal jediným císařem Říma.
Období politických nepokojů začalo 31. prosince 192, kdy byl spáchán atentát na císaře Commoda, což vedlo k vymření tzv. dynastie adoptivních císařů. Téhož dne byl jmenován Pertinax novým císařem. Pertinax začal svou vládu pokusy o rozsáhlé politické reformy, ale brzy ztratil přízeň pretoriánské gardy, která na něj spáchala 28. března 193 atentát. Druhého dne se stal císařem Didius Iulianus, který si titul císaře od pretoriánů koupil. Didius Iulianus byl ale 2. června svrhnut a zabit Septimiem Severem, který byl následně Senátem zvolen císařem. O titul se ale zajímal ještě Pescennius Niger a Clodius Albinus. Septimius se tedy vydal bojovat s Nigrem a mezitím povýšil Clodia do pozice spolu-císaře, aby si zajistil jeho neutralitu v konfliktu. Septimius byl schopen nad Nigrem v roce 194 zvítězit a roku 196 se rozhodl zradit Clodia, kterého o rok později též porazil. Důležitou částí Roku pěti císařů bylo založení Severovské dynastie, která vládla v letech 193-235.

## Předcházející události

### Pád Commoda
Před Rokem pěti císařů vládl Commodus, který byl synem Marca Aurelia a vládl od roku 180. Commodus byl na počátku své vlády populární, především kvůli jeho rozhodnutí uzavřít mír s germánskými kmeny a jelikož často pořádal extravagantní gladiátorské hry a soutěže. Commodus byl zároveň schopen získat si oblibu mezi vojáky díky velkým darům, které jim poskytnul při svém jmenování. Commodus se ale příliš nezajímal o vládnutí, což spolu s jeho rozhazovačnými tendencemi vedlo k tomu, že si znepřátelil Senát. Různé konspirace a pokusy o atentát ho vedli k častým čistkám a popravám (často i mezi svými poradci a nejbližšími). Začal koncentrovat moc do vlastních rukou a věřit, že je neomylný. Jeho excentricita se ke konci jeho vlády stupňovala. Během let 190 a 192 se prohlásil za znovuzrozeného Herkula a Romula, přejmenoval Řím na Colonia Lucia Annia Commodiana a všechny měsíce v roce nechal přejmenovat podle jeho 12 titulů. V listopadu roku 192 pořádal hry v Koloseu, kterých se osobně účastnil. Každý den ráno lovil zvířata lukem, odpoledne bojoval s gladiátory, které vždy porazil. Rok 193 si přál začít dalšími čistkami a jmenováním se jediným konzulem. Seznam osob, které měly být odstraněny, se ale omylem dostal k Marcii, milence Commoda. Ta si všimla, že je její jméno na seznamu, a rozhodla se Commoda sama zabít. Otrávila jeho jídlo, ale Commodus jídlo vyzvracel. Dva další lidé, kteří měli být popraveni, pretoriánský prefekt Laetus a úředník Eclectus, následně podnikli vlastní pokus a nechali Commoda uškrtit. Marcia, Laetus a Eclectus se následně dohodli s Pertinakem (jedním z mála vysoce postavených lidí, který nebyl Commodem popraven a zrovna se vyskytoval v Římě) z něj učinit císaře, pokud je za jejich zločin nepotrestá. Pertinax ten den sám předstoupil před Senát a vysvětlil, co se stalo. Nabídl se, že se stane novým císařem, ale že se necítí této pozice hoden a pokud předstoupí někdo mladší a zdravější, okamžitě odstoupí a přenechá mu císařství. Tímto činem si získal v Senátu respekt a následně byl zvolen císařem.

## Události roku 193

### Pertinax
Pertinax byl již před svým jmenováním proslulým vojákem a úředníkem. Sloužil v armádě ve válce s Parthskou říší, dále sloužil v Británii a následně se zúčastnil Markomanských válek. Stal se konzulem a následně správcem Moesie, Dácie, Sýrie a poté Británie. Roku 188 byl jmenován pro-konzulem Afriky a posléze prefektem Říma. Díky respektu, který si získal svými úspěchy, a šťastné náhodě, že zrovna pracoval v Římě během atentátu na Commoda, byl schopen stát se císařem. Ačkoliv ho někteří kritici na počátku vlády obviňovali, že se podílel na vraždě Commoda, byl rychle schopen získat si oblibu Senátu a lidu. Nejprve zatratil památku Commoda a prodal jeho majetek, aby vyplatil donativum (tradiční dar) pretoriánské gardě. Provedl reformu měny – podíl stříbra římského denáru byl zvýšen ze 74 % na 87 %. Pořádal skromnější slavnosti než Commodus a snažil se udržovat dobrý vztah se senátory. Před Senátem slíbil, že nikdy znovu nenechá popravit senátora a do Říma pozval ty, které předtím Commodus vyhnal. Poté se pokusil vrátit pretoriánské gardě disciplínu, čímž si ji však znepřátelil. Přibližně 200 pretoriánů tedy 28. března vtrhlo do jeho sídla. Pertinax se rozhodl zůstat a raději se s nimi setkat a pokusit se vyjednávat. Jeho pokus ale selhal a Pertinax byl na místě zabit. Pretoriáni se následně rozhodli titul císaře prodat tomu, kdo nabídne největší množství peněz.

### Didius Iulianus
Didius Iulianus byl římský politik s úspěšnou kariérou. Nejprve sloužil jako quaestor, následně jako aedil a poté byl vyslán do Belgické Gálie, kde se mu podařilo odrazit germánskou invazi. Roku 175 se stal konzulem spolu s Pertinakem. Poté sloužil v několika dalších pozicích, ale jeho vzestup zastavil Commodus, který se obával jeho rostoucího vlivu. Není přesně jasné, jakým způsobem se Iulianus stal kandidátem na císaře. Podle Herodiana se pretoriáni rozhodli uspořádat aukci a na veřejnosti volali, že plánují císařství prodat. Podle Cassia Dia zahájil vyjednávání Flavius Sulpicianus, tchán Pertinaka. Ten se údajně vydal do pretoriánského tábora, aby situaci uklidnil a vyřešil, kdo se stane následovníkem trůnu. Když se o tomto dozvěděl Iulianus, Cassius Dio píše, okamžitě se vydal navštívit pretoriánskou pevnost. Jelikož ho nechtěli pustit dovnitř, začal křičet, že jim vyplatí vysoké donativum, pokud mu titul prodají. Poté ho pretoriáni pustili dovnitř a začalo vyjednávání. Po několika hodinách byl nakonec Iulianus schopen nabídnout větší úplatek než jeho oponent a garda ho tedy přijala jako svého kandidáta.
Iulianus spolu s pretoriány prošel městem a zamířil do Senátu, který nechal obklíčit. Následně senátorům vzkázal, že Řím potřebuje císaře a on se považuje za nejlepšího kandidáta, přeje si jen, aby mu dali za pravdu. Senátoři ho následně zvolili za císaře. Iulianus se poté vydal do paláce, kde stále ležel mrtvý Pertinax, a nechal poslat pro nejdražší víno a jídlo a celý večer slavil. Druhého dne se Iulianus poprvé objevil na veřejnosti jako císař. Lidé na něj ale pokřikovali urážky a provolávali jméno Pescennia Nigra, správce Sýrie, aby se vrátil do Říma a Iuliana svrhl. Iulianus se zděsil a nechal vůdce davů zabít. Zprávy o tom, co se stalo v Římě se brzy začaly šířit po celé říši. 9. dubna se o masakru v Římě dozvěděl Septimius Severus, guvernér Panonie. Septimius se dlouhodobě těšil oblibě svých vojáků, kteří ho prohlásili za pravého císaře. O pět dní později prohlásily východní legie Nigra za jejich císaře. Tímto začala občanská válka.

### Občanská válka
Septimius Severus ihned po obdržení zprávy o událostech v Římě začal organizovat vlastní převrat. Nejprve kontaktoval guvernéry provincií Ilýrie, které dokázal přesvědčit, že si přeje pomstít smrt Pertinaka a potřebuje jejich pomoc. Někdy během války také kontaktoval Clodia Albina, mocného guvernéra Británie, ačkoliv není jasné, kdy přesně. Podle Cassia Dia s ním uzavřel spojenectví Severus již v dubnu. Herodianos věří, že vyjednávat začali až v červnu. V obou případech byl schopen získat Albina na svou stranu lichocením a vyzdvihováním jeho úspěchů. Dále mu přislíbil titul Caesara a podíl na vládě. Z těchto důvodů se počítá Clodius Albinus jako pátý císař Roku pěti císařů, ačkoliv se do událostí roku téměř nezapojil. Severus následně vyrazil se svou armádou do Itálie, kde se mu bez bitvy podařilo převzít kontrolu nad Ravennou a zajmout císařskou flotilu.
Iulianus v Římě začal panikařit, do města svolal nejen vojáky, ale i námořníky a pretoriány, kteří měli pomoc při stavbě obranných struktur ve městě. Iulianus také posílal za Severem špehy převlečené za diplomaty. Ti se měli pokusit na něj spáchat atentát, jejich pokusy ale selhaly. Poslední pokus Iuliana udržet si moc byla jeho nabídka Severovi, že by byli císaři spolu. Severus ale nabídku odmítl. Když Severus dorazil k Římu, nabídl pretoriánům, že pokud vydají vrahy Pertinaka a sami nebudou odporovat, hodlá je ušetřit. Pretoriáni jeho nabídku přijali a pustili Severa do města, který do něj 1. června vstoupil. Následně byl jmenován císařem. Severus nechal popravit Pertinakovi vrahy, pretoriány vyhnal a zabavil jejich majetek. Následně je nahradil vojáky, kteří mu byli loajální. Iulianus byl 2. června popraven. Severus následně nechal razit mince se svým obličejem a mince s Albinovým obličejem. Na veřejnosti o Albinovi mluvil jako o svém spolu-císaři, žádné pravomoci mu však neudělil. Touto dobou se Niger vypravil z Antiochie směrem do Byzantia, které mu přislíbilo pomoc ve válce. Severus se vydal stejným směrem, aby se s ním utkal. Severus Nigrovi doporučil, aby se vzdal a dobrovolně odešel do vyhnanství, což ale odmítl. Následně se setkali ve dvou bitvách, nejprve v bitvě u Kyziku a následně v bitvě u Nikaii. Obě dvě bitvy Niger prohrál a byl tedy donucen Byzantium opustit. Město se ale Severovi nevzdalo, byl tedy nucen ho obléhat až do roku 196.

## Po roce 193
Roku 194 se Pescennius Niger a Septimius Severus naposledy utkali, a to v bitvě u Issu. Niger zde byl naposledy poražen. Jeho armáda se po bitvě rozpadla a on sám byl chycen a popraven. Severus až do roku 196 zůstal na východě, jelikož musel obsadit města, která se mu odmítla vzdát. Když se vrátil do Říma, rozhodl se zradit Albina a místo něj jmenovat svého syna Caracallu Caesarem. Albinus byl rozzuřen, prohlásil se za císaře a následně se se Severem utkal 19. února 197 v bitvě u města Lugdunum. Jednalo se o největší bitvu z jakékoliv občanské války Římské říše. Celkový počet vojáků byl kolem 150 000 a obě strany disponovaly podobnými čísly. Severus byl obtížnou bitvu schopen vyhrát a stal se tedy jediným zbývajícím císařem.